# 卡蒂瓜
卡蒂瓜是巴西圣保罗州的一个市镇。总面积145.431平方公里，总人口6870人，人口密度47.2人/平方公里。